# Hungarian Football League 2017
La Hungarian Football League 2017 (detta anche "Ratio Média HFL 2017" per ragioni di sponsorizzazione) è la 12ª edizione del campionato di football americano di primo livello, organizzato dalla MAFSZ.

## Squadre partecipanti
| Club                 | Città       | Stadio | Sponsor ufficiale | Risultato nella stagione 2016 |
| -------------------- | ----------- | ------ | ----------------- | ----------------------------- |
| Budapest Cowbells    | Budapest    |        |                   |                               |
| Budapest Wolves      | Budapest    |        |                   |                               |
| Dunaújváros Gorillaz | Dunaújváros |        |                   |                               |
| Eger Heroes          | Eger        |        |                   |                               |
| Győr Sharks          | Győr        |        |                   |                               |
| Miskolc Steelers     | Miskolc     |        |                   |                               |

## Stagione regolare

### Calendario

#### 1ª giornata
| 25 marzo 2017, ore 15:00 | Dunaújváros Gorillaz | 41 – 23 | Budapest Wolves |  |

| 26 marzo 2017, ore 15:00 | Miskolc Steelers | 36 – 14 | Budapest Cowbells |  |

#### 2ª giornata
| 9 aprile 2017, ore 15:00 | Győr Sharks | 18 – 40 | Eger Heroes |  |

#### 3ª giornata
| 22 aprile 2017, ore 15:00 | Budapest Cowbells | 30 – 12 | Győr Sharks |  |

| 22 aprile 2017, ore 15:00 | Eger Heroes | 7 – 49 | Budapest Wolves |  |

| 23 aprile 2017, ore 15:00 | Dunaújváros Gorillaz | 14 – 27 | Miskolc Steelers | (950 spett.) |

#### 4ª giornata
| Budapest 7 maggio 2017, ore 14:00 | Budapest Wolves | 23 – 35 | Miskolc Steelers | Angyalföldi Sportközpont |

| 7 maggio 2017, ore 15:00 | Budapest Cowbells | 20 – 25 | Eger Heroes |  |

| 7 maggio 2017, ore 15:00 | Győr Sharks | 14 – 0 | Dunaújváros Gorillaz |  |

#### 5ª giornata
| 20 maggio 2017 | Eger Heroes | 14 – 2 | Dunaújváros Gorillaz |  |

| 20 maggio 2017 | Miskolc Steelers | 21 – 13 | Győr Sharks |  |

| 21 maggio 2017 | Budapest Cowbells | 21 – 14 | Budapest Wolves |  |

#### 6ª giornata
| 3 giugno 2017, ore 15:00 | Eger Heroes | 34 – 40 (14-14 14-20 0-6 6-0) | Miskolc Steelers |  |

| Budapest 4 giugno 2017, ore 15:00 | Budapest Wolves | 57 – 44 | Győr Sharks | Angyalföldi Sportközpont |

| 5 giugno 2017, ore 15:00 | Dunaújváros Gorillaz | 17 – 20 | Budapest Cowbells |  |

### Classifica
Le classifiche della regular season sono le seguenti:
- PCT = percentuale di vittorie, G = partite giocate, V = partite vinte,  P = partite perse, PF = punti fatti, PS = punti subiti

| Pos. | Squadra              | PCT   | G | V | N | P | PF  | PS  |
| ---- | -------------------- | ----- | - | - | - | - | --- | --- |
| 1    | Miskolc Steelers     | 1.000 | 5 | 5 | 0 | 0 | 159 | 98  |
| 2    | Eger Heroes          | .600  | 5 | 3 | 0 | 2 | 120 | 122 |
| 3    | Budapest Cowbells    | .600  | 5 | 3 | 0 | 2 | 105 | 104 |
| 4    | Budapest Wolves      | .400  | 5 | 2 | 0 | 3 | 166 | 148 |
| 5    | Győr Sharks          | .200  | 5 | 1 | 0 | 4 | 101 | 148 |
| 6    | Dunaújváros Gorillaz | .200  | 5 | 1 | 0 | 4 | 74  | 98  |

## Playoff

### Tabellone
|  | Semifinali | Semifinali        | Semifinali |                   |    | XII Hungarian Bowl | XII Hungarian Bowl | XII Hungarian Bowl |  |
|  |            |                   |            |                   |    |                    |                    |                    |  |
|  | 1          | Miskolc Steelers  | 27         |                   |    |                    |                    |                    |  |
|  | 1          | Miskolc Steelers  | 27         |                   |    |                    |                    |                    |  |
|  | 4          | Budapest Wolves   | 25         |                   |    |                    |                    |                    |  |
|  | 4          | Budapest Wolves   | 25         |                   | 1  | Miskolc Steelers   | 10                 |                    |  |
|  |            |                   |            |                   | 1  | Miskolc Steelers   | 10                 |                    |  |
|  |            |                   | 3          | Budapest Cowbells | 14 |                    |                    |                    |  |
|  | 3          | Budapest Cowbells | 3          | Budapest Cowbells | 14 | 49                 |                    |                    |  |
|  | 3          | Budapest Cowbells |            |                   |    |                    |                    |                    |  |
|  | 2          | Eger Heroes       | 6          |                   |    |                    |                    |                    |  |

### Semifinali
| 24 giugno 2017 | Miskolc Steelers | 27 – 25 | Budapest Wolves |  |

| 25 giugno 2017 | Eger Heroes | 6 – 49 | Budapest Cowbells |  |

### XII Hungarian Bowl
| 8 luglio 2017 | Miskolc Steelers | 10 – 14 | Budapest Cowbells |  |

## Verdetti
- Budapest Cowbells Campioni dell'Ungheria 2017